# Olympische Sommerspiele 2024/Teilnehmer (Bangladesch)
| Gelbes Symbol für Goldmedaillen mit stilisierten Olympischen Ringen | Graues Symbol für Silbermedaillen mit stilisierten Olympischen Ringen | Braundes Symbol für Bronzemedaillen mit stilisierten Olympischen Ringen |
| ------------------------------------------------------------------- | --------------------------------------------------------------------- | ----------------------------------------------------------------------- |
| —                                                                   | —                                                                     | —                                                                       |

Bangladesch nahm an den Olympischen Spielen 2024 vom 26. Juli bis zum 11. August 2024 in Paris teil. Es war die insgesamt elfte Teilnahme an Olympischen Sommerspielen.

## Teilnehmer nach Sportarten

### Bogenschießen
Beim finalen Qualifikationsturnier in Antalya konnte ein Startplatz für den Einzelwettbewerb der Männer gewonnen werden.
| Athleten    | Wettbewerb | Qualifikation | Qualifikation | 1. Runde   | 1. Runde | 2. Runde      | 2. Runde      | Achtelfinale  | Achtelfinale  | Viertelfinale | Viertelfinale | Halbfinale    | Halbfinale    | Finale / Platz 3 | Finale / Platz 3 | Rang |
| Athleten    | Wettbewerb | Ringe         | Rang          | Gegner     | Ergebnis | Gegner        | Ergebnis      | Gegner        | Ergebnis      | Gegner        | Ergebnis      | Gegner        | Ergebnis      | Gegner           | Ergebnis         | Rang |
| ----------- | ---------- | ------------- | ------------- | ---------- | -------- | ------------- | ------------- | ------------- | ------------- | ------------- | ------------- | ------------- | ------------- | ---------------- | ---------------- | ---- |
| Männer      |            |               |               |            |          |               |               |               |               |               |               |               |               |                  |                  |      |
| Sagor Islam | Einzel     | 652           | 45            | M. Nespoli | 0:6      | ausgeschieden | ausgeschieden | ausgeschieden | ausgeschieden | ausgeschieden | ausgeschieden | ausgeschieden | ausgeschieden | ausgeschieden    | ausgeschieden    | 33   |

### Leichtathletik
Laufen und Gehen
| Athleten       | Wettbewerb | Vorlauf | Vorlauf | Halbfinale    | Halbfinale    | Finale        | Finale        | Rang          |
| Athleten       | Wettbewerb | Zeit    | Rang    | Zeit          | Rang          | Zeit          | Rang          | Rang          |
| -------------- | ---------- | ------- | ------- | ------------- | ------------- | ------------- | ------------- | ------------- |
| Männer         |            |         |         |               |               |               |               |               |
| Imranur Rahman | 100 m      | 10,73 s | 6       | ausgeschieden | ausgeschieden | ausgeschieden | ausgeschieden | ausgeschieden |

### Schießen
Für den Wettbewerb der Männer mit dem Luftgewehr erhielt Bangladesch eine Wildcard.
| Athleten              | Wettbewerb      | Qualifikation   | Qualifikation | Finale          | Finale        |
| Athleten              | Wettbewerb      | Ringe/ Scheiben | Rang          | Ringe/ Scheiben | Rang          |
| --------------------- | --------------- | --------------- | ------------- | --------------- | ------------- |
| Männer                |                 |                 |               |                 |               |
| Muhammad Robiul Islam | 10 m Luftgewehr | 624,2           | 43            | ausgeschieden   | ausgeschieden |

### Schwimmen
| Athleten          | Wettbewerb     | Vorlauf | Vorlauf | Halbfinale    | Halbfinale    | Finale        | Finale        | Rang |
| Athleten          | Wettbewerb     | Zeit    | Rang    | Zeit          | Rang          | Zeit          | Rang          | Rang |
| ----------------- | -------------- | ------- | ------- | ------------- | ------------- | ------------- | ------------- | ---- |
| Frauen            |                |         |         |               |               |               |               |      |
| Sonia Khatun      | 50 m Freistil  | 30,52 s | 64      | ausgeschieden | ausgeschieden | ausgeschieden | ausgeschieden | 64   |
| Männer            |                |         |         |               |               |               |               |      |
| Samiul Islam Rafi | 100 m Freistil | 53,10 s | 69      | ausgeschieden | ausgeschieden | ausgeschieden | ausgeschieden | 69   |